# 河橋・邙山の戦い
河橋・邙山の戦い（かきょう・ぼうざんのたたかい）は、中国の南北朝時代に河橋（現在の河南省焦作市孟州市の南西）および邙山（現在の河南省洛陽市の北）において起こった東魏軍と西魏軍の間の戦いである。

## 経緯
538年7月、東魏の侯景・高昂らが西魏の独孤信を洛陽の金墉城に包囲すると、東魏の高歓は大軍を発してその後詰めとした。侯景は洛陽内外の官寺や民居を焼き払った。西魏の文帝はもともと洛陽の園陵におもむこうとしていたが、独孤信の急報を受けると、宇文泰とともに東に向かった。尚書左僕射の周恵達には太子元欽を補佐して長安を守るよう命じ、李弼や達奚武には1000騎を率いさせて先鋒に立てた。
8月庚寅、宇文泰が穀城に到着すると、侯景らは陣を整えて待ち受けようとした。東魏の莫多婁貸文は侯景の許しをえないまま可朱渾元とともに1000騎を率いて前進し、その夜に李弼・達奚武と孝水で遭遇した。李弼らは莫多婁貸文を撃破し、これを追撃して斬った。可朱渾元は単騎で逃れた。
宇文泰が瀍東に進軍すると、侯景らは夜間に洛陽の包囲を解いて退去した。辛卯、宇文泰は軽騎を率いて侯景を追い、河上に到着すると、侯景らは北は河橋に南は邙山に展開して布陣した。両軍は交戦し、宇文泰は流れ矢を受けて落馬した。そこに東魏兵が迫ったが、李穆が下馬して代わりに宇文泰を乗せ、馬の背に鞭を入れて急を救った。西魏軍は勢いを盛り返し、東魏軍を撃破した。東魏軍は北方に逃走した。高昂は丘陵に布陣していたが、西魏軍の猛攻を受けて壊滅し、単騎で河陽の南城に逃れた。守将の高永楽は城門を開かず、高昂は奮戦の末に戦死した。また東魏の西兗州刺史の宋顕らが戦死した。捕虜となった兵士は1万5千人、死者は万を数えた。
この日、霧が立ちこめて戦況が判然としないまま、東魏と西魏の両陣は朝から夕方まで数十回も戦った。西魏は独孤信と李遠が右翼に、趙貴と怡峯が左翼に布陣していたが、いずれも敗戦した。さらに西魏の文帝と宇文泰の所在も不明となった。西魏の左右両翼の将軍たちは味方を捨てて我先に撤退した。李虎や念賢らが後詰めとして控えていたが、独孤信らの後退を見てともに撤退した。宇文泰はこのため自陣を焼いて撤退し、長孫儁に金墉を守らせた。
西魏の王思政が長槊を左右に振るって戦い、重傷を負いながらも日没まで奮戦した。また蔡祐が東魏軍の重囲に陥りながら、弓を引いては一矢ごとに敵兵を斃し、敵兵がひるんだ隙に撤退した。西魏の文帝は恒農に到着したが、守将はすでに城を捨てて逃走していた。捕虜の降兵が恒農の城門を閉ざして入城を拒否したため、宇文泰はこれを攻め落とした。蔡祐は宇文泰に恒農で追いつくと、夜間に面会して宇文泰を喜ばせた。宇文泰は怯えて眠れぬ夜を過ごしていたが、蔡祐の股を枕にして、ようやく安眠することができた。

## 戦後
宇文泰は王思政を恒農に駐屯させた。東魏の高歓は7000騎を率いて晋陽から孟津に到着したが、西魏軍がすでに撤退したと聞いて、金墉を攻撃した。長孫儁は撤退し、高歓は金墉を破壊して帰還の途についた。538年9月、西魏の文帝は長安に、宇文泰は華州に帰った。
この戦いの結果、西魏は黄河以北の多くの地を失陥し、関中では趙青雀・于伏徳の乱が起こった。この年の末には洛陽をも東魏に奪われることとなった。東魏の勝利も万全とは言い難く、高昂や莫多婁貸文といった将軍の戦死者を出した。